# 아르켄 압둘라
아르켄 압둘라(위구르어: ئەركىن ئابدۇللا, 1978년 7월 8일 ~ )는 중화인민공화국의 위구르족 출신 가수이다. 위구르족의 전통 음악, 월드 뮤직, 팝 음악, 스페인의 플라멩코가 결합된 음악 작품이 특징이다.

## 음반
- Karwan Yoli (走出沙漠的刀郎)
- Bir Ming Kéche (一千零一夜)
- Sheher Kéchisi (城市之夜, 2004년)
- Döngköwrük (二道桥的故事, 2005년)
- Blog (博客, 2006년)
- Ming Öy (千佛洞, 2008년)